# Зороастризъм
Зороастризмът (на персийски: آيين زرتشت, аине зертош), наричан още зороастрийство, маздеизъм и парсизъм, е една от най-древните съществуващи днес религии, „съчетаваща космогоничен дуализъм с есхатологичен монотеизъм по начин, уникален... сред големите религии в света“.
Основан на учението на иранския пророк Заратустра, той почита божество на мъдростта, Ахура Мазда (буквално „Мъдър Господ“), като свой върховен бог. Основни концепции на зороастризма, като месианство, рай и ад и свободна воля оказват влияние върху по-късни религиозни системи, сред които юдаизма на Втория храм, гностицизма, християнството и исляма.
С възможни корени още във II хилядолетие пр. Хр., зороастризмът се появява в писмените източници през V век пр. Хр. и, наред със своя мидийски предшественик митраизма и своя сасанидски наследник зурванизма, играе ролята на официална религия в предислямските ирански империи между VI век пр. Хр. и средата на VII век сл. Хр. След това той е подложен на силен натиск при ислямизацията на Иран, като днес броят на последователите му се оценява на около 2,6 милиона души, главно в Индия и Иран.
Религиозната философия на Заратустра, изложено в свещената книга Авеста, разделя боговете на ранната протоиндо-иранска традиция. В зороастризма създателят Ахура Мазда, чрез Спента Майню („свети дух“), е изцяло добър „отец“ на аша (истина, ред, справедливост), противопоставена на друдж (лъжа), като нищо лошо не произтича от него. Ахура Мазда не е иманентен в света, а делата му се представят пред хората чрез шестте главни Амеша Спента и множеството язати. Спента Майню, свързан с истината, се противопоставя на своята противоположност Ангра Майню и неговите сили, създадени от Акам Мана („лоша мисъл“). Най-важният текст на зороастризма, Авеста, е до голяма степен изгубена – до наши дни са запазени главно литургиите. Изгубените части са известни само от споменавания и кратки цитати в по-късни текстове, главно от X – XI век.

## Вярвания
Зороастрийците вярват, че съществува един универсален трансцендентен върховен бог – Ахура Мазда (буквално „Мъдро Същество“ – на авестийски „Ахура“ означава „същество“, а „Мазда“ – „ум“). Заратустра разглежда тези два атрибута като самостоятелни концепции в повечето Гати, като умишлено използва за единия дума в мъжки род, а за другия – в женски род, за да се разграничи от евентуална антропоморфична интерпретация на божеството. Според Заратустра Ахура Мазда е по-могъщ от всички, но не и всесилен.
Някои изследователи отбелязват, че тъй като богът на зороастризма обхваща същество и разум като иманентни същности, той може да се опише по-добре като вярата в иманентна самосъздадена вселена със съзнанието като неин особен атрибут, като по този начин зороастризмът получава пантеистична интерпретация, която лесно може да бъде проследена до неговия общ корен с индийския брахманизъм. Във всички случаи видимото творение на Ахура Мазда – аша(истина, сила и ред) – е антитеза на хаоса, проявен в друдж (лъжливост и безредие). В конфликта между тях участва цялата вселена, включително човечеството, което играе активна роля в него.
В зороастрийската традиция хаотичното е представено от Ангра Майню (понякога транскрибирано и като Ариман), „Разрушителния принцип“, докато добронамереността е предстаяна от Спента Майню, инструмент на „Добродетелния принцип“ на акта на сътворение. Именно чрез Спента Майню трансцендентният Ахура Мазда става иманентен за човечеството и чрез него Създателят взаимодейства със света. Според зороайстрийската космология, създавайки формулата Ахуна Вайря, Ахура Мазда прави своя окончателен триумф очевиден за Ангра Майню. Като прояви и аспекти на Творението, Ахура Мазда излъчва Амеша Спента („Добродетелните безсмъртни“), всеки от които е ипостас и представител на даден аспект на Творението. Амеша Спента от своя страна са подпомагани от множество по-низши принципи, язата („Достойни за почитане“), всеки от които също е ипостас на етичен или физически аспект на Творението.
В зороастрийската традиция животът е временно състояние, в което от смъртния се очаква активно да участва в непрекъсната битка между истина и лъжа. Преди раждането душата (урван) на човека е все още свързана със своя фраваши (дух пазител), който съществува още от създаването на вселената от Мазда. По време на живота фраваши действа като пазител и защитник. На четвъртия ден след смъртта душата отново се обединява със своя фраваши, при което изживяванията от живота в материалния свят се събират за непрекъснатата битка в духовния свят. Като цяло зороастризмът не включва идея за прераждане, ако не се отчита окончателното обновление на света.
Зороастризмът не проповядва прераждането и кармата. По това той се отличава от своя опонент в иранския свят – зерванизма (религията на бога-време Зурван). Зороастрийците вярват, че след смъртта човешката душа се съди от Бога по това дали е вършила повече добро или повече лошо по време на земния си живот. Тези, които са вършили повече добро отиват в това, което Заратустра нарича просто „добро съществуване“ или рай, а тези, които са избрали лошото, отиват в „лошо съществуване“ или ад. Зороастризмът пръв дава морално измерение на живота след смъртта.
Зороастрийците също така вярват в развитието на времето, а също и в евентуалния край на времето. Основното вярване е, че колективните добри дела на човечеството постепенно ще превърнат несъвършения материален свят в неговия небесен идеал. В крайна сметка Ахура Мазда ще надделее над Ангра Майню, в този момент вселената ще претърпи космическо обновление и времето ще свърши. В това окончателно обновление всичко сътворено – дори душите на мъртвите, първоначално отпратени в „мрака“ – ще се обединят отново в Ахура Мазда, връщайки се към живот. В края на времето спасител, наричан Саошянт, ще донесе окончателното обновление на света (фрашокерети) и съживяването на мъртвите.
Зороастрийското богословие предвижда задължение за опазване на язата, като водата, земята, огъня и въздуха, което кара някои съвременни автори да определят зороастризма като „първата екологична религия в света“, но това определение е спорно.

## Практики
Зороастризмът изисква активно участие в живота чрез добри мисли, думи и дела като условие за постигане на щастие и за ограничаване на хаоса. Това активно участие е централен елемент в концепцията на Заратустра за свободна воля, като зороастризмът отхвърля всички форми на монашество.
В зороастризма водата (абан) и огънят (атар) са средство за ритуална чистота и свързаните с тях церемонии за пречистване са основа на ритуалния живот. В зороастрийската космогония водата и огънят са съответно вторият и последния по реда на сътворение първичен елемент, като според писанията огънят произлиза от водата. И водата, и огънят се смятат за поддържащи живота, като и двете са представени в зороайстрийските храмове на огъня. Зороастрийците обикновено се молят в присъствието на някаква форма на огън, който може да се приема за наличен във всеки източник на светлина, а кулминационният ритуал абзор на основното им богослужение е акт на символично пречистване на водите. Огънят е смятан за средство, чрез което се достига духовна дълбочина и мъдрост, а водата е смятана за източник на тази мъдрост.
В зороастризма труповете се смятат за източник на разложение, т.е. на „друдж“. Съответно, писанията изискват безопасното им премахване, така че трупът да не замърси доброто сътворено. Това е доктриналната основа на изчезващата в наши дни традиция на ритуално излагане, обикновено идентифицирано с т.нар. кули на мълчанието, в които труповете са оставяни да бъдат унищожени от хищни птици. Този ритуал е практикуван само от зороастрийските общности на Индийския субконтинент и то на места, където това не е незаконно и където има трупоядни птици. Другите зороастрийски общности или кремират мъртвите, или ги погребват покрити с вар.
Докато парсите, зороастрийска общност в Индия, традиционно са противници на прозелитизма, вероятно по исторически причини, и дори го смятат за престъпление, наказвано с отлъчване, иранският зороастризъм никога не се е противопоставял на привличането на нови привърженици и в наши дни тази практика се подкрепя от съвета на мобедите в Техеран. Иранското правителство не позволява зороастрийския прозелитизъм в страната, но иранските зороастрийци в чужбина поддържат активна мисионерска дейност, двата основни центъра на която са Зороастрийското събрание в Лос Анджелис и Международния зороастрийски център в Париж. Както при много други религии, на зороастрийците се препоръчва да се женят за съпрузи от същата вяра, но това не е строго изискване.

## Свещени текстове
Зороастризмът се основава на Авеста – книга със стихове, написани от самия Заратустра на древния Гатико-авестийски език, много близък до санскрит. „Светото писание“ Авеста се състои от стихове, наречени Гати. В тях Заратустра проповядва, че има само един бог – Ахура Мазда, който е в постоянна връзка с хората и света, създадени от неговите характерни качества. Не се посочва точният им брой, но след смъртта на пророка те са обявени за 7. Наричат се Амеша Спента или Щедрите Безсмъртни. Това са:
1. Ваху Манах – Добра Мисъл (свързва се с животните)
2. Аша Вахишта – Справедливост и Истина – Огън и Енергия
3. Кшатра – Власт – Метали и минерали
4. Спента Армайти – Отдаване и Смирение – Земята
5. Хаурватат – Цялост – Вода
6. Амератат – Безсмъртие – Растения
7. Спента Мейниу – Съзидателната енергия – Хората

В Гатите понякога тези характеристики са персонифицирани, но в повечето случаи са само идеи. В по-късното развитие на Зороастризма те се персонифицират, но никога не се почитат поединично.

## История

### Възникване и разцвет
Зороастризмът води началото си от общата религиозна система на индо-иранците в предисторическото II хилядолетие пр. Хр. Самият пророк Заратустра, макар и традиционно отнасян към VI век пр. Хр., според много съвременни историци е реформатор на политеистичната иранска религия, живял през X век пр. Хр. Зороастризмът се утвърждава като самостоятелна религия няколко столетия по-късно. Той се появява в писмените източници в средата на V век пр. Хр. – завършената около 440 година пр. Хр. история на Херодот съдържа описание на обществото на Голям Иран с множество разпознаваеми зороастрийски черти, включително излагането на мъртвите.
Херодот остава основен източник на информация за ранната Персийска империя (648 – 330 година пр. Хр.), най-вече по отношение на ролята на магите. Според него те са шестото племе на мидийците (до обединението на империята при Кир II всички иранци са наричани мидийци от средиземноморските народи), което образува жреческа каста в повлияния от месопотамската култура клон на зороастризма, наричан днес зурванизъм, и което се ползва със значително влияние в двора на мидийските владетели.
След обединението на Медия и Персия през 550 година пр. Хр. Кир II и неговият син Камбис II ограничават влиянието на магите, но през 522 година пр. Хр. те организират бунт и издигат свой претендент за трона. Узурпаторът, претендиращ, че е по-малкия син на Кир Бардия успява да вземе властта. В резултат на деспотичното управление на Камбис и продължителните му походи в Египет хората масово признават властта на узурпатора, особено след като той отменя данъците за три години.
Дарий I и следващите Ахемениди подчертават почитта си към Ахура Мазда в множество надписи, един от който е Бехистунски надпис,но изглежда запазват модела на съвместно съществуване с други религии. Дали Дарий е последовател на Заратустра не е сигурно, тъй като по това време Ахура Мазда е почитан не само от зороастрийците. През този период са съставени някои от зороастрийските текстове, причислявани днес към Авеста.
Според по-късния зороастрийски текст „Денкард“ много свещени текстове за изгубени, когато Александър Македонски превзема Персеполис и унищожава царската библиотека в града. Тези твърдения са подкрепени от Диодор Сицилийски, който работи в средата на I век пр. Хр. По археологични данни развалините на двореца на Ксеркс I имат следи от опожаряване. Съществуването на голяма сбирка от религиозни текстове „изписани на пергамент със златно мастило“, за каквато говори „Денкард“, е спорно, но не много вероятно, тъй като много от твърденията на „Денкард“ са опровергани от съвременните изследователи.
Завоеванията на Александър до голяма степен изместват зороастризма за сметка на елинистичните вярвания, но религията продължава да се практикува столетия след падането на Ахеменидите в същинска Персия и области като Мала Азия, Месопотамия и Кавказ. В Кападокия персийски колонисти, откъснати далеч от същински Иран, продължават да следват религията на предците си, като според писалия през I век пр. Хр. Страбон имат множество „свещени места на персийските богове“, както и огнени храмове. Във Велика Армения от края на I хилядолетие пр. Хр. доминираща религия е вариант на зороастризма, повлиян и от арменската митология.
Едва с края на Партското царство през III век зороастризмът навлиза в нов период на възход. Сасанидите агресивно налагат зурванистката форма на зороастризма, като често изграждат храмове на огъня в завладените територии. В периода на няколковековната им доминация в Кавказ те успешно разпространяват зороастризма в тази област, особено в днешен Азербайджан.

## Известни зороастрийци
- Ксеркс I – персийски цар
- Шапур I
- Фероз Ганди Съпруг на Индира Ганди, бивш премиер-министър на Индия, първата жена премиер на Индия. Баща на Раджив Ганди премиер-министър на Индия.
- Фреди Меркюри британски рок музикант, един от основните композитори на рок групата „Куийн“.

## Изследване на зороастризма
Изследването на зороастризма, днес изповядванан от малък брой парси, оцелели и опазили вярата си през вековете. Откриването за науката на тези маздеистки последователи със свещените книги на зороастризма, и в частност Авестата, дължим на Абрахам Хиацинт Анкетил-Дюперон, френски езиковед и ориенталист, член на Френската академия на „безсмъртните“, основана от кардинал Ришельо – най-видния представител на „обществото на Исус“.
Зороастризма е най-интересната религия от гледна точка на сравнителното религиознание, оказала съществено влияние най-вече със своя дуализъм върху всички световни религии. Родината на зароастризма е в непосредствен досег през долината на Инд с полуконтинента Индия (където живеят девите, а фраварането започва с култовата реплика „Проклинам девите ...“ – виж и „непорочно зачатие“), откъдето се разпространява към Китай и Далечния изток будизма, оказал значимо влияние върху и за формиране на религиозните вярвания и представи в тази съществена част от света. В този смисъл Тибет, този своеобразен покрив на света, е пресечна точка на религите още от древността, поради и което региона представлява значим интерес и за водещите светски идеологии през 20 век – виж Германска експедиция до Тибет.

## Връзки с други религии и култури
Зороастризмът, както повечето религии, съдържа елемент на синкретизъм и възприема някои идеи от по-ранни религиозни системи. Много негови характеристики могат да бъдат проследени до културата и вярванията на предисторическия индо-ирански период, времето преди миграциите да обособят индоарийските от иранските народи. Така зороастризмът включва някои елементи на ведическата религия, чиито корени са също през този период. Пример за общия произход на двете системи от обща протоиндо-иранска религия е връзката между зороастрийската дума „ахура“ (в Ахура Мазда) с ведическата „ашура“ („демон“).
В същото време зороастризмът е силно повлиян от по-късната иранска героична епоха (от средата на 2 хилядолетие пр.н.е.), докато подобно влияние не се наблюдава при индийските религии. Различията между двете религии се подсилват от факта, че при миграцията си двете групи влизат в контакт с напълно различни култури. Например, през 6 – 4 век пр.н.е. Западен Иран е в близък контакт с културата на Плодородния полумесец, като и двете страни възприемат идеи една от друга. Така някои основни принципи на зороастрийската есхатология, демонология и месианство оказват влияние върху авраамическите религии.
Въпреки тези влияния, зороастрийските религиозни текстове са продукт на иранската култура и образуват най-древното и обширно свидетелство за нейните характеристики. Те, заедно с Ведите, които включват най-древните запазени текстове на индийската култура, дават възможност за реконструиране на някои от чертите на протоиндо-иранските вярвания. Тъй като тези две групи източници представляват и най-старото нефрагментарно свидетелство за индоевропейските езици, техният анализ е основа на опитите за характеризиране на предполагаема още по-ранна протоиндоевропейска религия и на различни обединяващи хипотези, като тези на Карл Густав Юнг и Джеймс Джордж Фрейзър. Макар че тези обединяващи теории оказват влияние върху модернистите в края на 19 век и началото на 20 век, те не се потвърждават от съвременния по-строг интердисциплинарен анализ, а от 50-те години на 20 век изследванията на предислямски Иран поемат в напълно нова посока, като подобни спекулации са напълно изоставени в наши дни.
Зороастризмът често е свързван с манихейството, което също е иранска религия, но корените му са в близкоизточния гностицизъм. Причина за сравненията е подчертаният дуализъм на двете религии и възприемането на много от зороастрийските язати в манихейския пантеон. В същото време по отношение на своите принципи те силно се различават. Манихейството приравнява злото с материята, а доброто – с духа, поради което става доктринална основа на различни форми на аскетизъм и мистицизъм. В същото време зороастризмът отхвърля аскетизма и не разграничава рязко материята от духа, разглеждайки духовния свят като подобен на материалния. Основната доктрина на манихейството, че светът и материалните тела са изградени от субстанцията на злото, е противоположна на зороастрийската представа за света, създаден от изцяло добрия Бог, в който всяко несъвършенство се дължи на злото. Съдейки по запазените манихейски и зороастрийски източници, привържениците или поне духовенството на двете религии се намират в остър конфликт.
Много черти на зороастризма присъстват в културата и митологията на народите на Иран и Средна Азия, поради силното влияние на религията в региона в продължение на векове. Дори след навлизането на исляма и премахването на неговото пряко влияние, зороастризмът остава част от културното наследство на ираноезичния свят – в празниците и обичаите, но също и в литературата. Така Фирдоуси включва някои авестийски образи и сюжети в своята епическа поема „Шах-наме“, която става ключова за формирането на иранската идентичност.